# Lenny Druyts
Lenny Druyts (Wilrijk, 18 mei 1997) is een Belgisch wielrenster.
Tot 2017 reed ze samen met haar oudere zussen Kelly, Jessy en Demmy voor Topsport Vlaanderen-Pro-Duo. Hun broer Gerry is ook wielrenner. In oktober 2017 vormde de wielerfamilie Druyts een onderdeel in het programma Iedereen beroemd bij de VRT. In 2018 reed ze voor Experza-Footlogix, in 2019 voor Doltcini-Van Eyck Sport en vanaf 2020 voor Chevalmeire.